# Oakland (Californië)
Oakland is een stad in Alameda County in de Amerikaanse staat Californië die in 2020 440.644 inwoners telt. Daarmee is het de 45e stad in de Verenigde Staten (2010). De oppervlakte bedraagt 145,2 km², waarmee het de 120e stad is.
De stad ligt ten zuiden van Berkeley en ten oosten van de Baai van San Francisco. Samen met de steden San José en San Francisco vormt Oakland het grootstedelijke gebied San Francisco Bay Area. De stad is de county seat van Alameda County.

## Geschiedenis

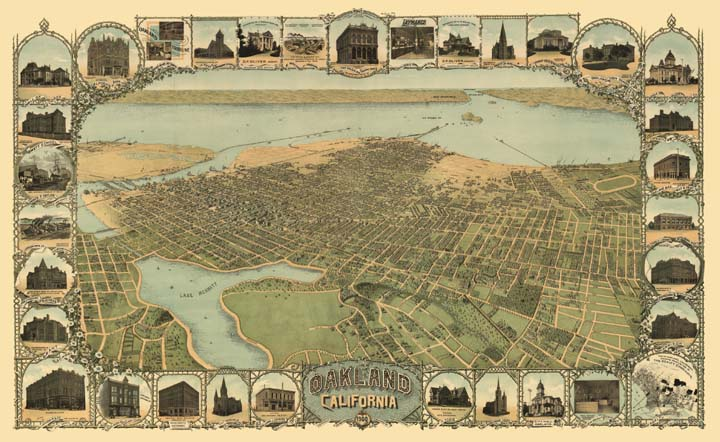
Oakland in 1900

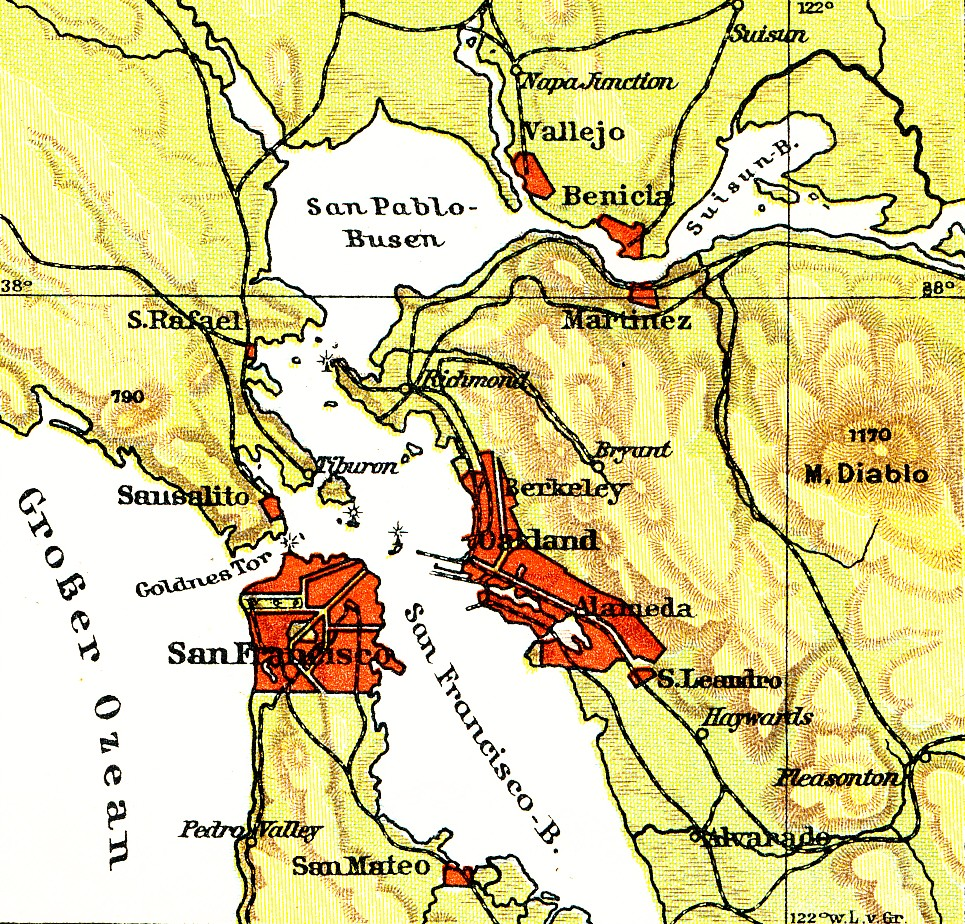
Oakland tegenover San Francisco in 1930

Oorspronkelijk werd Oakland bewoond door de Ohlone-indianen. In 1772, tijdens de kolonisatie van Californië, werd het Spaans grondgebied. Eerst was het bekend onder de naam Rancho San Antonio, maar na het overlijden van de landeigenaar kwamen er nieuwe immigranten, Europese bonthandelaren en walvisvaarders. Rond 1850 kwam de naam Oakland in zwang.
Sinds 1936 is Oakland door middel van de 7 kilometer lange Bay Bridge verbonden met de zusterstad San Francisco aan de andere kant van de baai.
Sinds 1962 is Oakland de zetel van een rooms-katholiek bisdom.

## Demografie
Van de bevolking is 10,5% ouder dan 65 jaar en bestaat voor 32,5% uit eenpersoonshuishoudens. De werkloosheid bedraagt 4,7% (cijfers volkstelling 2000).
21,9% van de bevolking van Oakland bestaat uit hispanics en latino's, 35,7% is van Afrikaanse oorsprong en 15,2 % van Aziatische oorsprong.
Het aantal inwoners daalde van 399.886 in 1990 naar 399.484 in 2000.

## Klimaat
In januari is de gemiddelde temperatuur 9,9 °C, in juli is dat 16,7 °C. Jaarlijks valt er gemiddeld 617,2 mm neerslag (gegevens op basis van de meetperiode 1961-1990).

## Sport
Oakland had in het verleden drie sportclubs die uitkwamen in de vier grootste Amerikaanse profsporten. Het ging om:
- Oakland Athletics (honkbal)
- Oakland Raiders (American football)
- Golden State Warriors (basketbal)

Deze teams verhuisden echter naar andere Amerikaanse steden, ondanks gewonnen kampioenschappen in Oakland.